# جاك هايز (ملحن)
جاك هايز (بالإنجليزية: Jack Hayes)‏ هو ملحن أمريكي، ولد في 8 فبراير 1919، وتوفي في 24 أغسطس 2011.

## وصلات خارجية
- جاك هايز على موقع IMDb (الإنجليزية)
- جاك هايز على موقع ميوزك برينز (الإنجليزية)
- جاك هايز على موقع قاعدة بيانات الفيلم (الإنجليزية)